# Oktaha
Oktaha é uma cidade  localizada no estado norte-americano de Oklahoma, no Condado de Muskogee.

## Demografia
Segundo o censo norte-americano de 2000, a sua população era de 327 habitantes.
Em 2006, foi estimada uma população de 335, um aumento de 8 (2.4%).

## Geografia
De acordo com o United States Census Bureau tem uma área de
0,7 km², dos quais 0,7 km² cobertos por terra e 0,0 km² cobertos por água. Oktaha localiza-se a aproximadamente 184 m acima do nível do mar.

## Localidades na vizinhança
O diagrama seguinte representa as localidades num raio de 16 km ao redor de Oktaha.